# Alena Scheinostová
Alena Scheinostová (* 10. prosince 1977 Praha) je česká novinářka, publicistka a moderátorka.
Vystudovala bohemistiku na Filozofické fakultě Univerzity Karlovy. Během studia se začala učit romštinu a zabývat romskou literaturou, které se věnovala i ve své diplomové práci. Z ní vycházela i její první publikace Romipen: literaturou k moderní identitě o romském písemnictví v Česku s důrazem na tvorbu Ilony Ferkové ve vztahu k celosvětové emancipační snaze Romů. Romskou literaturou se zabývá jako překladatelka, editorka a recenzentka. O romské literatuře pravidelně publikuje v literárních a romistických časopisech (např. Host, Romano voďi aj.) . Od roku 2009 pracuje jako redaktorka zahraničního a kulturního zpravodajství v Katolickém týdeníku a přispívá do dalších periodik. Spolupracuje s Českým rozhlasem Plus a Vltava na pořadech Glosa a Ranní úvaha.

## Knihy
Společně s Vojtěchem Bílým napsala knihu Když padají manga: dobrovolníkem uprostřed válečného konfliktu  o jeho pobytu na misii ve Středoafrické republice, během kterého vypukla občanská válka.
S Pavlou Horákovou a Zuzanou Dostálovou napsaly knihu Johana, která vyšla v dubnu 2018. Hlavní hrdinku románu provedla každá z autorek jednou dekádou jejího života, který hrdinka nemá tak úplně ve vlastních rukou. Monika Zavřelová ve své recenzi uvedla, že kniha je tak výborně napsaná, že čtenáře neodradí ani protivná hrdinka, či že autorky napsaly pro dospívající dívky jednu z nejlepších životních antikoncepcí. Naopak Marek Jančík knihu označil za literární experiment, ve kterém kompromis převažuje nad uměleckým vyjádřením.
Se spisovatelkou Alenou Gajduškovou vydala knihy o lidových obyčejích a liturgických zvyklostech Vánoce našich babiček (2021) a Velikonoce našich babiček (2022). 
Pro nakladatelství Cesta domů připravila roku 2023 publikaci Sebevražda... a jak dál?!. Shromáždila v ní příběhy pozůstalých a vyjádření odborníků. 